# Мультиграф Шеннона
В теории графов мультиграфами Шеннона называется специальный вид треугольных графов, которые используются при исследовании рёберной раскраски.
Визинг назвал эти графы в честь Клода Шеннона.
Мультиграфы Шеннона — это мультиграфы с тремя вершинами, для которых выполняется одно из следующих условий:
- a) все три вершины соединены одним и тем же числом рёбер.
- b) так же, как в a) но добавлено ещё одно дополнительное ребро.

Говоря точнее, граф является мультиграфом Шеннона {\displaystyle Sh(n)}, если три вершины соединены {\displaystyle \left\lfloor {\frac {n}{2}}\right\rfloor }, {\displaystyle \left\lfloor {\frac {n}{2}}\right\rfloor } и {\displaystyle \left\lfloor {\frac {n+1}{2}}\right\rfloor } рёбрами соответственно. Этот мультиграф имеет максимальную степень {\displaystyle n}. Его кратность (максимальное число рёбер, имеющих те же самые концы) равна {\displaystyle \left\lfloor {\frac {n+1}{2}}\right\rfloor }.

## Примеры

мультиграфы Шеннона
Sh(2)
Sh(3)
Sh(4)
Sh(5)
Sh(6)
Sh(7)

## Рёберная раскраска

Для рёберной раскраски мультиграфа Шеннона с девятью рёбрами необходимо девять цветов. Его степень равна шести и его кратность равна трём.

Согласно теореме Шеннона, любой мультиграф с максимальной степенью {\displaystyle \Delta } имеет рёберную раскраску, использующую максимум {\displaystyle {\frac {3}{2}}\Delta } цветов. Если  число {\displaystyle \Delta } чётно, пример мультиграфа Шеннона с кратностью {\displaystyle \Delta /2} показывает, что эта граница точна: степень вершины в точности равна {\displaystyle \Delta ,} но каждое из {\displaystyle {\frac {3}{2}}\Delta } рёбер сопряжено с любым другим ребром, так что требуется {\displaystyle {\frac {3}{2}}\Delta } цветов для любой правильной рёберной раскраски.
Версия теоремы Визинга утверждает, что любой мультиграф с максимальной степенью {\displaystyle \Delta } и кратностью {\displaystyle \mu } можно раскрасить используя не более {\displaystyle \Delta +\mu } цветов. Снова, эта граница точна для мультиграфов Шеннона.